# 11338 Schiele
11338 Schiele (1996 TL9) là một tiểu hành tinh vành đai chính được phát hiện ngày 13 tháng 10 năm 1996 bởi J. Ticha và M. Tichy ở Klet.